# Vincenzo Giustiniani den yngre

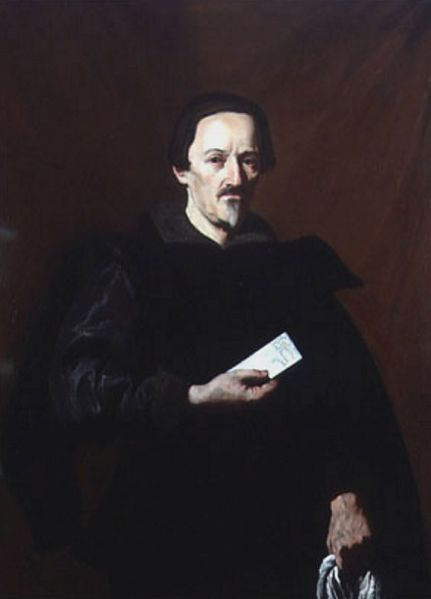
Vincenzo Giustiniani den yngre. Målning av Nicolas Régnier.

Vincenzo Giustiniani den yngre, känd som Marchese Giustiniani, född 13 september 1564 på Chios, död 27 december 1637 i Rom, var en italiensk konstsamlare. Han var brorson till Vincenzo Giustiniani den äldre.
Giustiniani uppsatte i sitt på ruinerna av Neros badhus uppförda palats, Palazzo Giustiniani, sin värdefulla konstsamling, av vilka, under titeln Galleria Giustiniana, 322 avbildningar i kopparstick utgavs 1631. År 1807 flyttades samlingen till Paris, där större delen av den såldes till Féréol Bonnemaison. Samlingen, som 1815 räknade blott 170 nummer, inköptes då av Fredrik Vilhelm III av Preussen och flertalet – till exempel Caravaggios Kärleken övervinner allt – ingår idag i samlingarna på Gemäldegalerie i Berlin. 